# Bryan Brown
Pour les articles homonymes, voir Brown.
Bryan Brown est un acteur et producteur australien né le 23 juin 1947 à Sydney (Australie).

## Biographie
Il est marié depuis 1983 avec l'actrice et réalisatrice anglaise Rachel Ward. Ils ont trois enfants:  Rose, Matilda, et Joseph. Bien que la voix originale de Percival C. McLeach, dans le long métrage d'animation des studios Disney "Bernard et Bianca au pays des kangourous" (1990) soit celle de George C. Scott, il a
été avancé que le physique du personnage a été inspiré de celui de Bryan Brown.
Il est surtout connu pour son rôle de Luke O'Neill dans Les oiseaux se cachent pour mourir en 1983, et fut remplacé par Simon Westaway dans la suite Les oiseaux se cachent pour mourir : Les Années oubliées.
En 1986, Bryan Brown était sur les rangs pour succéder à Roger Moore dans le rôle de James Bond dans Tuer n'est pas jouer avec Sam Neill, Pierce Brosnan, Lambert Wilson, Andrew Clarke et Antony Hamilton mais Timothy Dalton lui fut préféré.

## Filmographie

### Comme acteur

#### Cinéma
- 1977 : The Love Letters from Teralba Road : Len
- 1978 : Third Person Plural : Mark
- 1978 : The Irishman : Eric Haywood
- 1978 : Weekend of Shadows : Bennett
- 1978 : Le Chant de Jimmy Blacksmith (The Chant of Jimmie Blacksmith) de Fred Schepisi : Shearer
- 1978 : Newsfront de Phillip Noyce : Geoff
- 1978 : L'Attaque du fourgon blindé (Money Movers)  de Bruce Beresford: Brian Jackson
- 1979 : Cathy's Child : Paul Nicholson
- 1979 : Palm Beach : Paul Kite
- 1979 : The Odd Angry Shot : Rogers
- 1980 : Héros ou Salopards (Breaker' Morant) de Bruce Beresford : Lt. Peter Handcock, Bushveldt Carbineers
- 1980 : Stir : China Jackson
- 1980 : Blood Money : Brian Shields
- 1981 : Winter of Our Dreams : Rob
- 1982 : Complot à Manille (Far East) de John Duigan : Morgan Keefe
- 1984 : Rendez-vous à Broad Street (Give My Regards to Broad Street), de Paul McCartney : Steve
- 1984 : Parker de Jim Goddard : David Parker
- 1985 : The Empty Beach : Cliff Hardy
- 1985 : Rebel : Tiger
- 1986 : F/X, effet de choc (F/X) de Robert Mandel : Roland "Rollie" Tyler
- 1986 : Taï-Pan de Daryl Duke : Dirk Struan
- 1987 : The Good Wife : Sonny Hills
- 1988 : Cocktail de Roger Donaldson : Douglas 'Doug' Coughlin
- 1988 : Gorilles dans la brume (Gorillas in the Mist: The Story of Dian Fossey) de Michael Apted : Bob Campbell
- 1990 : Prisoners of the Sun : Capt. Bob Cooper
- 1991 : Sweet Talker : Harry Reynolds
- 1991 : F/X2, effets très spéciaux (F/X2) de Richard Franklin : Roland "Rollie" Tyler
- 1992 : Méli-mélo à Venise (Blame It on the Bellboy) de Mark Herman : Mike Lawton / Charlton Black
- 1996 : Dead Heart : Ray
- 1999 : Chère Claudia (Dear Claudia) : Walter Burton
- 1999 : Two Hands de Gregor Jordan : Pando
- 1999 : Grizzly Falls : Tyrone Bankston
- 2000 : Risk : John Kriesky
- 2001 : Mullet : Publican (voix)
- 2001 : Jeux dangereux (Styx) : Art
- 2002 : Dirty Deeds : Barry Ryan
- 2004 : Polly et moi (Along Came Polly) de John Hamburg : Leland Van Lew
- 2008 : Australia de Baz Luhrmann : Lesley « King » Carney
- 2016 : Gods of Egypt d'Alex Proyas : Osiris
- 2016 : Red Dog: True Blue de Kriv Stenders : Grandpa
- 2017 : Sweet Country de Warwick Thornton : Sergent Fletcher
- 2023 : Tout sauf toi (Anyone but You) de Will Gluck : Roger

#### Télévision
- 1978 : Against the Wind (en) (série télévisée) : Michael Connor
- 1981 : A Town Like Alice (en) (série télévisée) : Joe Harmon
- 1983 : Les oiseaux se cachent pour mourir (The Thorn Birds) (série télévisée) : Luke O'Neill
- 1984 : Eureka Stockade (en) (série télévisée) : Peter Lalor
- 1984 : Kim (téléfilm) : Mahbub Ali
- 1987 : The Shiralee (en) (série télévisée) : Macauley
- 1991 : Dead in the Water de Bill Condon (téléfilm) : Charlie Deegan
- 1992 : Devlin (téléfilm) : Frank Devlin
- 1993 : Age of Treason (téléfilm) : Marcus Didius Falco
- 1993 : The Last Hit (téléfilm) : Michael Grant
- 1994 : The Wanderer (série télévisée) : Adam / Zachary
- 1995 : Full Body Massage (téléfilm) : Fitch
- 1996 : Twisted Tales (téléfilm)
- 1997 : Vingt mille lieues sous les mers (20,000 Leagues Under the Sea) (mini-série)  de Rod Hardy : Ned Land
- 1998 : Dogboys (téléfilm) : Captain Robert Brown
- 1998 : Prise de risque (On the Border) de Bob Misiorowski (téléfilm) : Barry Montana
- 1999 : Voyage au centre de la terre (Journey to the Center of the Earth) de George Miller (téléfilm) : Casper Hastings
- 2000 : USS Charleston, dernière chance pour l'humanité (On the Beach) de Russell Mulcahy (téléfilm) : Professeur Julian Osborne
- 2003 : Footsteps (téléfilm) : Eddie Bruno
- 2004 : Quand la vie est Rose (Revenge of the Middle-Aged Woman) de Sheldon Larry (téléfilm) : Hal Thorne
- 2005 : Two Twisted (série télévisée) : Narrator
- 2005 : Spring Break Shark Attack (téléfilm) : Joel
- 2005 : L'Aventure du Poséidon (The Poseidon Adventure) de John Putch (téléfilm) : Jeffrey Anderson
- 2024 : Le Garçon et l'Univers (Boy Swallows Universe) (série télévisée) : Slim Halliday

### Comme producteur
- 1991 : F/X2, effets très spéciaux (F/X2)
- 1996 : Histoires peu ordinaires (Twisted Tales) (série télévisée)
- 1996 : Twisted Tales (TV)
- 1996 : Dead Heart
- 1997 : Still Twisted (vidéo)
- 2000 : The Big House
- 2002 : Dirty Deeds
- 2002 : Leunig: How Democracy Actually Works
- 2003 : Martha's New Coat

## Voix françaises
| - Hervé Bellon dans : - Les oiseaux se cachent pour mourir (série télévisée) - Two Hands (film doublé en 2011) - Polly et moi - Soirée d'angoisse (téléfilm) - Quand la vie est Rose (téléfilm) - Panique sur la côte (téléfilm) - L'Aventure du Poséidon (téléfilm) - The Good Wife (série télévisée) - Kill Me Three Times - Tout sauf toi - Vania Vilers dans : - Gorilles dans la brume - Méli-mélo à Venise | - Georges Claisse dans : - F/X2, effets très spéciaux - Australia Et aussi - Maurice Sarfati dans Héros ou Salopards - Patrick Floersheim dans Taï-Pan - Richard Darbois dans F/X, effet de choc - Jean-François Poron dans Cocktail - Philippe Ogouz dans Dead in the Water (téléfilm) - Gérard Rinaldi dans Devlin (téléfilm) - Patrick Pellegrin dans Le Garçon et l'Univers (mini-série) |